# Carewicz (film 1919)
Carewicz – polski film niemy z 1919 roku, będący ekranizacją sztuki Gabrieli Zapolskiej Carewicz (Czterdziesty pierwszy Czerkies) z 1917 roku. Film nie zachował się do naszych czasów.

## Treść
Rzecz dzieje się na carskim dworze w bliżej nie określonym kraju. Stary car jest umierający. Młody carewicz, nie chce się ożenić, gdyż jest chorobliwie nieśmiały wobec kobiet. Jego postawa zagraża ciągłości dynastii. Wszystko się zmienia, kiedy jednak poznaje młodą aktorkę, Sonię...

## Główne role[1]
- Janina Szyllinżanka - Sonia
- Wiktor Biegański - carewicz
- Guido Herzfeld
- A. Kuhn